# Bruce Beutler
Bruce Beutler (Chicago, 29 dicembre 1957) è un immunologo statunitense, professore e direttore del centro di genetica all'University of Texas Southwestern Medical Center. Prima di trasferirsi in Texas nel 2011 era direttore del dipartimento di genetica allo Scripps Research Institute di La Jolla, in California.
Le sue scoperte, rivelando alcuni fattori essenziali delle interazioni fra l'organismo e il suo ambiente, sono importanti per il futuro delle ricerche sul sistema immunitario.

## Biografia
Nel 2007 ha vinto con Jules Hoffmann il Premio Balzan per l'immunità innata. Nel 2011 gli è stato assegnato il Premio Nobel per la medicina insieme a Jules Hoffmann e Ralph M. Steinman.
Nel 2019 l'Università di Catanzaro gli ha conferito la laurea Honoris Causa in Medicina e Chirurgia.